# Chaetodermatidae
La familia Chaetodermatidae es un taxón perteneciente a la clase Caudofoveata, perteneciente al phylum de los moluscos.

## Historia
Este taxón fue creado por el malacologista Hermann von Ihering en 1876, después de reorganizar las familias Chaetodermidae, creada en 1875 por Théel, y Falcidentidae, que es agregada por Ivanov en 1979.

## Anatomía
El cuerpo puede presentar tanto una forma cilíndrica o pueden presentar un estrechamiento de la parte posterior del cuerpo (similar a una cola). El escudo oral no presenta divisiones, y se encuentra rodeando toda la boca. La rádula es una sola fila de dientes verdaderos, si es que poseen. El escudo uno o 2 pares de soportes cuticulares laterales y una gran placa basal, un fortalecimiento cuticular puede hallarse. El ciego digestivo se halla bien desarrollado.
Son marinos, cazadores y excavadores.

## Cladograma
Actualmente, esta familia se compone de 2 géneros ampliamente aceptados, sumando ambos más de 40 especies. Además, hay un tercer género (Furcillidens, Scheltema en 1998), que posee una sola especie, que actualmente es agregada en esta o en la familia Falcidentidae.

| Chaetodermatidae | \| \| Caudofoveatus \| \| \| \| \| \| Chaetoderma \| \| \| \| \| \| Furcillidens (?) \| \| \| \| |
|                  | \| \| Caudofoveatus \| \| \| \| \| \| Chaetoderma \| \| \| \| \| \| Furcillidens (?) \| \| \| \| |
|                  | Caudofoveatus                                                                                    |
|                  |                                                                                                  |
|                  | Chaetoderma                                                                                      |
|                  |                                                                                                  |
|                  | Furcillidens (?)                                                                                 |
|                  |                                                                                                  |